# Moschos ze Syrakús
Moschos ze Syrakús (starořecky Mόσχος ο Συρακούσιος) byl starověký řecký bukolický básník a filolog tvořící pravděpodobně v polovině 2. století př. n. l.

## Život a dílo

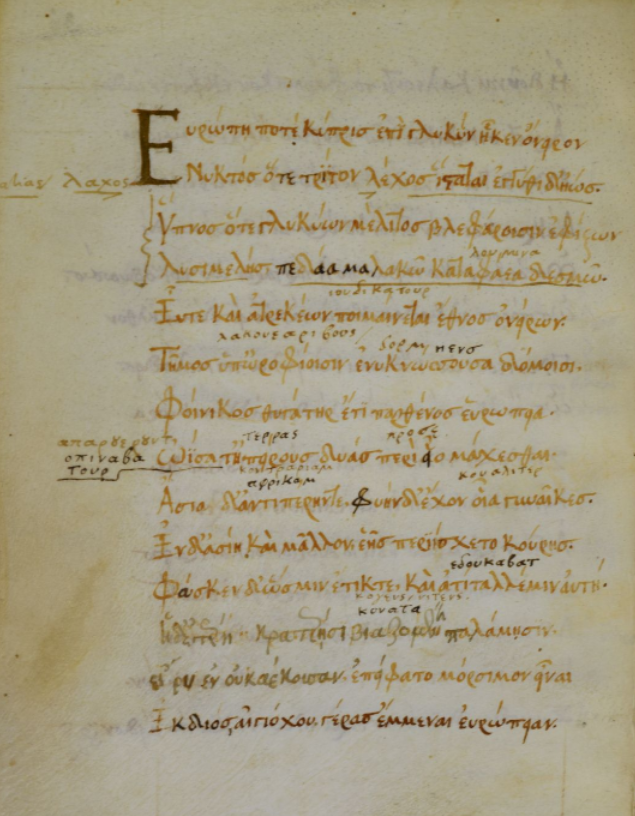
Europé, stránka z byzantského rukopisu z 15. století

O jeho životě není prakticky nic známo. Dříve uváděná informace, že byl současníkem a učitelem básníka Bióna ze Smyrny, je nyní považována za nesprávnou. Podle dnešních výzkumů tvořil Moschos kolem roku 150 př. n. l. a byl žákem a přítelem Aristarcha ze Samothráky, správce a knihovníka v Alexandrijské knihovně. Podle Sudy (nebo Suidy), středověkého byzantského encyklopedického slovníku z 10. století, je Moschos po Theokritovi druhým básníkem, který skládal pastýřské písně.
.
Pod jeho jménem se dochovalo několik zlomků bsání a epigramů citovaných Ióannésem Stobaiem, dvě básně obsažené v Palatinské antologii, epyllion Europa (Εὐρώπη) o únosu krásné Európy Diem v podobě býka. a báseň Erós uprchlík (Eρως Δραπέτη).
Dvě další básně, které mu byly v té či oné době připisovány, nejsou dnes již považovány za jeho dílo. Jedná se jednak o báseň Megara (Μεγάρα), sestávající z dialogu mezi Megarou, manželkou Hérakla a jeho matkou Alkménou, jednak o Žalozpěv na Bijóna (Επιτάφιος Βίωνος), jehož autorem je ve skutečnosti neznámý Biónův pokračovatel. 
Moschovo básnické dílo napodobuje Theokrita, ale často mu schází jeho opravdová živost a přirozenost. Své básně psal v daktylských hexametrech a dórském dialektu převážně na  erotické a mytologické náměty. Kromě  poezie byl známý také svými filologickými spisy, z níž se ale nic nedochovalo. Během renesance bylo jeho dílo překládáno a napodobováno různými spisovateli, jako byl italský básník 16. století Torquato Tasso nebo anglický dramatik Ben Jonson.

## České překlady
Moschovy básně jsou česky většinou vydávány společně s básněmi Theokritovými a Biónovými. K prvním překladatelům patřili Josef Jungmann, František Krsek a Jan Vondráček.
Knižně vyšlo:
- Výbor ze spisovatelů řeckých. Díl II. - Básnická mluva. Jičín: František Jan Kastránek 1827, uspořádal a přeložil František Šír, výbor obsahuje pod jeho jménem Žalozpěv na Bijóna.
- Řečtí bukolikové (Idyly - Theokritos, Moschos, Bion), Praha: Společnost přátel antické kultury 1927, vybral a přeložil Rudolf Kuthan.
- Europa. Praha: Jaroslav Picka 1933,  přeložil Rudolf Kuthan.
- Řecké epigramy Anthologie Palatinské. Praha: Česká akademie věd a umění 1938, přeložil Rudolf Kuthan.
- Výbor z řecké poesie v překladech, Praha: Jan Laichter 1941, 2. rozšířené vydání, uspořádal Karel Hrdina, přeložil Rudolf Kuthan.[8]
- Řečtí idylikové: Theokritos - Moschos - Bion, Praha: Toužimský a Moravec 1946, vybral a přeložil Rudolf Kuthan.
- Poslední růže. Praha: Československý spisovatel 1964, uspořádal a Rudolf Mertlík, výbor ze staré řecké lyriky obsahuje jednu ukázku z básníkovy tvorby.
- Písně pastvin a lesů. Praha: Svoboda 1977, přeložili Rudolf Kuthan a Václav Dědina.